# Jón Vídalín
Jón Þorkelsson Vídalín, född den 21 mars 1666, död den 30 augusti 1720, var en isländsk biskop, sonson till Arngrímur Vídalín, kusin till Páll Vídalín.
Jón Vídalín, som blev student 1687 och teologie kandidat 1689 i Köpenhamn, blev 1697 medhjälpare åt biskopen i Skálholt och 1698 hans efterträdare. Han var i synnerhet utmärkt som predikant och som biskop mycket nitisk och myndig. Hans postilla, ett i språkligt hänseende framstående verk, har fortlevt till senare tider.